# Simon-Luc Marchand
Pour les articles homonymes, voir Marchand.
Luc Marchand, (Simon-Luc), né à Versailles le 31 mai 1709, décédé dans la même ville, le 27 avril 1799 (8 Floréal, an VII), est un organiste, claveciniste, luthiste, violoniste et compositeur français.

## Biographie
Fils de Jean-Baptiste Marchand (Paris, 1670 – 8 janvier 1751), musicien de la Musique du roi, et de Cécile Laubier ; petit-fils de Jean Marchand et neveu de Jean-Noël Marchand, tous deux aussi membres de la Musique du roi.
Son père entre au service du roi comme violoniste en 1691; il est aussi luthiste de la Chambre du roi de 1710 à 1727.
Luc fut le seul des 12 enfants de Jean-Baptiste à embrasser la carrière musicale.
En 1743, Luc Marchand épouse Bernardine de la Fontaine, fille de Jean-Baptiste de la Fontaine, musicien ordinaire de la musique du roi, et de Bernardine Jouin. Il n’eut pas d’enfants. À la fin de sa vie, il épouse en secondes noces Catherine-Ursule Denis (1798). 
En 1727, il hérite de la charge de son père de luthiste de la musique de la Chambre. En 1754, il transmet cette charge à Louis-Joseph Francœur.
Il occupe les postes de Maître de luth des pages de la Chapelle-Musique pour les semestres de janvier et juillet en succession de Nicolas Itier, et de Violoniste de la musique de la Chambre en succession de son père, en 1749.
De même, il est Ordinaire de la musique de la Chapelle dès 1743, selon son contrat de mariage, et organiste du Roi Louis XV.
En 1761, Luc Marchand est victime de la fusion des deux départements musicaux, Chambre et Chapelle royales, ainsi que la compression de son personnel; il perd alors son poste de musicien de la Chambre.

## Œuvres
- Pièces de clavecin avec accompagnement de violon, hautbois, violoncelle ou viole. Divisées en six suittes dont les deux dernières sont pour le clavecin seul. Œuvre Ier (1748)
- Livre d'orgue pour la Chapelle Royalle de Versailles (1772), un manuscrit d’accompagnement pour le plain-chant de l’année liturgique

## Sources
- BnF département Musique, VM7-1930, notice du catalogue
- Benoit, Marcelle, « Une dynastie de musiciens versaillais : les Marchand », Recherches sur la musique française classique t. 2, 1961-1962, p. 145-150.
- Rambaud, Mireille, Documents du Minutier central concernant l’histoire de l’art (1700-1750), t. 1, Paris, S.E.V.P.E.N., 1964, p. 359.
- Fuller, David et Bruce Gustafson, Marchand family, Oxford on-line, janvier 2001.
- Portail PHILIDOR